# Sainte-Foy-Saint-Sulpice
Sainte-Foy-Saint-Sulpice és un municipi francès situat al departament del Loira i a la regió d'Alvèrnia-Roine-Alps. L'any 2007 tenia 402 habitants.

## Demografia

### Població
El 2007 la població de fet de Sainte-Foy-Saint-Sulpice era de 402 persones. Hi havia 148 famílies de les quals 28 eren unipersonals (16 homes vivint sols i 12 dones vivint soles), 52 parelles sense fills i 68 parelles amb fills.
La població ha evolucionat segons el següent gràfic:
Habitants censats

### Habitatges
El 2007 hi havia 182 habitatges, 147 eren l'habitatge principal de la família, 21 eren segones residències i 14 estaven desocupats. 172 eren cases i 8 eren apartaments. Dels 147 habitatges principals, 112 estaven ocupats pels seus propietaris, 34 estaven llogats i ocupats pels llogaters i 1 estava cedit a títol gratuït; 1 tenia una cambra, 5 en tenien dues, 11 en tenien tres, 42 en tenien quatre i 88 en tenien cinc o més. 124 habitatges disposaven pel capbaix d'una plaça de pàrquing. A 45 habitatges hi havia un automòbil i a 94 n'hi havia dos o més.

### Piràmide de població
La piràmide de població per edats i sexe el 2009 era:
| Homes | Edats   | Dones |
| ----- | ------- | ----- |
| 0     | 95 o +  | 0     |
| 0     | 90 a 94 | 0     |
| 0     | 85 a 89 | 4     |
| 4     | 80 a 84 | 4     |
| 0     | 75 a 79 | 4     |
| 0     | 70 a 74 | 4     |
| 12    | 65 a 69 | 0     |
| 12    | 60 a 64 | 12    |
| 4     | 55 a 59 | 0     |
| 28    | 50 a 54 | 20    |
| 4     | 45 a 49 | 16    |
| 4     | 40 a 44 | 8     |
| 32    | 35 a 39 | 12    |
| 12    | 30 a 34 | 16    |
| 0     | 25 a 29 | 8     |
| 12    | 20 a 24 | 4     |
| 8     | 15 a 19 | 16    |
| 4     | 10 a 14 | 12    |
| 20    | 5 a 9   | 20    |
| 20    | 0 a 4   | 0     |

## Economia
El 2007 la població en edat de treballar era de 272 persones, 202 eren actives i 70 eren inactives. De les 202 persones actives 194 estaven ocupades (106 homes i 88 dones) i 8 estaven aturades (3 homes i 5 dones). De les 70 persones inactives 27 estaven jubilades, 20 estaven estudiant i 23 estaven classificades com a «altres inactius».

### Ingressos
El 2009 a Sainte-Foy-Saint-Sulpice hi havia 171 unitats fiscals que integraven 482 persones, la mediana anual d'ingressos fiscals per persona era de 16.615 €.

### Activitats econòmiques
Dels 17 establiments que hi havia el 2007, 2 eren d'empreses de construcció, 3 d'empreses de comerç i reparació d'automòbils, 2 d'empreses de transport, 2 d'empreses d'hostatgeria i restauració, 1 d'una empresa financera, 4 d'empreses immobiliàries, 1 d'una entitat de l'administració pública i 2 d'empreses classificades com a «altres activitats de serveis».
Dels 3 establiments de servei als particulars que hi havia el 2009, 1 era una fusteria, 1 perruqueria i 1 restaurant.
L'únic establiment comercial que hi havia el 2009 era una botiga de roba.
L'any 2000 a Sainte-Foy-Saint-Sulpice hi havia 30 explotacions agrícoles que ocupaven un total de 1.650 hectàrees.

## Equipaments sanitaris i escolars
El 2009 hi havia una escola elemental.

## Poblacions més properes
El següent diagrama mostra les poblacions més properes.